# Gerard Smith
Sir Gerard Smith (* 12. Dezember 1839 in London, England; † 28. Oktober 1920 ebenda) war ein Mitglied des englischen House of Commons und Gouverneur von Western Australia.

## Leben
Smith wurde 1839 als Sohn von Martin Tucker Smith, einem Politiker, Bankier und Direktor der Ostindien-Kompanie, und seiner Frau Louisa geboren. Nach einem Studium am Eton College trat er der britischen Armee bei und diente in Kanada. 1871 heiratete er Isabella Chatelaine Hamilton. Nachdem er 1874 im Rang eines Oberstleutnants aus der Armee ausgeschieden war, übernahm er einen Posten im Bankhaus des Vaters, der Samuel Smith, Bros & Co. Von 1883 bis 1885 war er für die Liberal Party Mitglied des englischen Unterhauses.
1895 wurde er zum Gouverneur von Western Australia ernannt und kam im Dezember desselben Jahres in Perth an. Während seiner Amtszeit begann ein Goldrausch in den Gebieten um Coolgardie und Kalgoorlie. Smith investierte selbst in Beteiligungen und Spekulationsgeschäften im Umfeld des Goldrauschs, was ihm schließlich zum Verhängnis wurde. 1899 wurde er von einem Gericht verurteilt, seine Stellung als Gouverneur missbraucht zu haben, um Aktienkurse von Firmen, an denen er selbst beteiligt war, zu beeinflussen.
Im Mai 1900 verließ Smith Perth. In der folgenden Zeit betätigte er sich als Manager mehrerer Investmentfonds sowie der brasilianischen São Paulo Railway Company. 1920 starb er in London.

## Auszeichnungen
- Knight Commander of the Order of St. Michael and St. George (1895)